# Verteidigungsbezirkskommando 52
Das Verteidigungsbezirkskommando 52 war ein Verteidigungsbezirkskommando der Bundeswehr mit Sitz des Stabs zuletzt in Karlsruhe. Hauptaufgabe des Kommandos war die Territoriale Verteidigung in seinem Verteidigungsbezirk.

## Geschichte

### Aufstellung
Das Verteidigungsbezirkskommando wurde zur Einnahme der Heeresstruktur II in den 1960er-Jahren als Teil des Territorialheeres ausgeplant und dem Befehlshaber im Wehrbereich V unterstellt. Angelehnt an die zivilen Verwaltungsgliederung entsprach der Verteidigungsbezirk in etwa dem Regierungsbezirk Nordbaden (später: Regierungsbezirk Karlsruhe). Entsprechend war der Standort des Stabs Karlsruhe. In der Heeresstruktur IV verlegte der Stab nach Ludwigsburg.

### Wechsel in die Streitkräftebasis
2001 wurde das Territorialheer aufgelöst. Die Wehrbereichskommandos und Verteidigungsbezirkskommandos wurden der neu aufgestellten Streitkräftebasis unterstellt. Die Wehrbereiche und Verteidigungsbezirke wurden grundlegend neu geordnet und ihre Anzahl reduziert. Das Verteidigungsbezirkskommando wechselte zum „neuen“ Wehrbereichskommando IV „Süddeutschland“. Zeitgleich wurde das Verteidigungsbezirkskommando 53 außer Dienst gestellt und dessen Kommandobereich, der etwa dem Regierungsbezirk Freiburg entsprach, dem Verteidigungsbezirk 52 eingegliedert. Der Verteidigungsbezirk 52 entsprach nun grob dem badischen Landesteil Baden-Württembergs. Die unterstellten Verteidigungskreiskommandos wurden aufgelöst und seine Aufgabe teils den neu aufgestellten Kreisverbindungskommandos übertragen.

### Auflösung
Das Verteidigungsbezirkskommando wurde 2007 außer Dienst gestellt. Einige seiner Aufträge wurden dem neu aufgestellten Landeskommando Baden-Württemberg und unterstellten Bezirksverbindungskommandos übertragen.

## Gliederung
Das Verteidigungsbezirkskommando umfasste wie die meisten Truppenteile des Territorialheeres nur wenige aktive Soldaten. Erst im Verteidigungsfall konnte das Verteidigungsbezirkskommando durch die Einberufung von Reservisten und die Mobilmachung eingelagerten und zivilen Materials auf eine Truppenstärke anwachsen, die etwa einer Brigade des Feldheeres entsprach. Die längste Zeit seines Bestehens untergliederte sich das Verteidigungsbezirkskommando abgeleitet von der zivilen Verwaltungsgliederung grob in direkt oder den nachgeordneten Verteidigungskreiskommandos unterstellte Heimatschutzkompanien als Kern der infanteristisch geprägten Heimatschutztruppe.
In der Heeresstruktur IV gliederte sich das VBK 52 grob wie folgt:
- Stab (gekadert)/ Stabskompanie Verteidigungsbezirkskommando 52 (GerEinh), Karlsruhe
  - Fernmeldekompanie 752 (GerEinh), Oftersheim
  - Nachschubkompanie 752 (GerEinh), Oftersheim
  - Instandsetzungskompanie 752 (GerEinh), Oftersheim
  - Verteidigungskreiskommando 521
    - Stab (gekadert)/ Stabskompanie Verteidigungskreiskommando 521 (GerEinh), Karlsruhe
    - Heimatschutzkompanie 5211 (GerEinh), Bruchsal
    - Heimatschutzkompanie 5212 (GerEinh), Bruchsal
    - Heimatschutzkompanie 5213 (GerEinh), Muggensturm
    - Bundeswehrfachschulkompanie Karlsruhe, Karlsruhe
    - Fachausbildungskompanie Karlsruhe, Karlsruhe

  - Verteidigungskreiskommando 522
    - Stab (gekadert)/ Stabskompanie Verteidigungskreiskommando 522 (GerEinh), Mannheim
    - Heimatschutzkompanie 5221 (GerEinh), Oftersheim
    - Heimatschutzkompanie 5222 (GerEinh), Oftersheim
    - Heimatschutzkompanie 5223 (GerEinh), Oftersheim
    - Wehrleit- und Ersatzbataillon 874 (GerEinh), Oftersheim

  - Verteidigungskreiskommando 523
    - Stab (gekadert)/ Stabskompanie Verteidigungskreiskommando 523 (GerEinh), Pforzheim
    - Heimatschutzkompanie 5231 (GerEinh), Pforzheim
    - Heimatschutzkompanie 5232 (GerEinh), Pforzheim
    - Wehrleit- und Ersatzbataillon 875 (GerEinh), Pforzheim

## Verbandsabzeichen

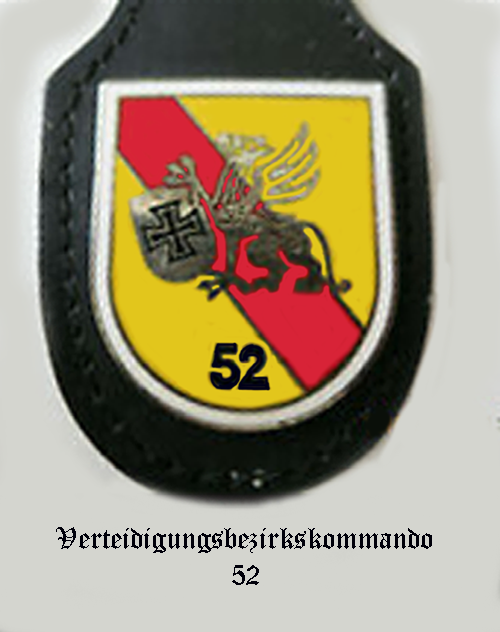
Internes Verbandsabzeichen des Stabes/Stabskompanie

Das Verteidigungsbezirkskommando führte aufgrund seiner Ausplanung als überwiegend nicht aktiver Truppenteil kein eigenes Verbandsabzeichen. Die wenigen aktiven Soldaten trugen daher das Verbandsabzeichen des übergeordneten Wehrbereichskommandos.
Als „Abzeichen“ wurde daher unpräzise manchmal das interne Verbandsabzeichen des Stabes und der Stabskompanie „pars pro toto“ für das gesamte Verteidigungsbezirkskommando genutzt. Als Hinweis auf den Stationierungsraum zeigte es auf dem Schild in badischer Schildteilung zu gelb-rot (vgl. auch das Karlsruher Stadtwappen) den Greif als typischen badischen Schildhalter. Hier hält der Greif ein Schild mit dem Eisernen Kreuz – das Hoheitszeichen der Bundeswehr.